# Alexander Alexandrowitsch Chanow
Alexander Alexandrowitsch Chanow (russisch Александр Александрович Ханов; * 29.jul. / 12. Mai 1904greg. in Sankt Petersburg; † 30. August 1983 in Moskau) war ein sowjetischer Theater- und Film-Schauspieler sowie Synchronsprecher.

## Biografie

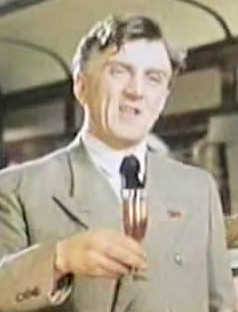
Aleksander Chanow in Es begann im blauen Expreß (1948)

Alexander Chanow arbeitete von 1920 bis 1921 als Monteur am Warschauer Bahnhof und danach ein Jahr in der Annahme der Badajew-Lagerhäuser. Ab 1922 war er wieder in seinem ehemaligen Beruf tätig, studierte jedoch nebenbei an Wsewolod Nikolajewitsch Wsewolodski-Gerngross' Schauspielinstitut (Институт живого слова, Institut schiwogo slowa), wo Nadeschda Fjodorowna Skarskaja und Pawel Pawlowitsch Gaideburow als Lehrer fungierten. Unter deren Leitung trat er von 1923 bis 1924 auf, wechselte dann jedoch an die Jugendabteilung des Theaters der Revolution in Moskau. Nach nur einem Jahr ging Chanow zum Proletkulttheater unter Sergei Eisenstein und war dort bis 1934 beschäftigt, ehe er wieder an seine vorige Wirkungsstätte zurückkehrte und an selbiger bis 1979 spielte.
Die Hauptrolle in dem Historienfilm Минин и Пожарский (Minin i Poscharski) von Wsewolod Pudowkin und Michail Doller stellte 1939 das Filmdebüt des dunkelhaarigen Mimen dar. Bis 1971 folgten noch rund zwanzig weitere Auftritte vor der Kamera, überwiegend ab Mitte der 1960er Jahre. Chanows einziges weiteres Engagement als Hauptdarsteller hatte er als Johann Sebastian Bach in dem Fernsehspiel Конкурс продолжается. Иоганн Себастьян Бах (Konkurs prodolschajetsja. Iogann Sebsastjan Bach, 1971). Eine andere von ihm porträtierte historische Persönlichkeit war Nikolai Bulganin in Der Fall von Berlin (1950). Darüber hinaus war der vielfach Prämierte als Synchronsprecher in mehreren Animationsfilmen sowie den russischsprachigen Fassungen zweier ausländischer Werke zu hören und nahm außerdem an Radioproduktionen teil.
Chanow war mit der Schauspiellehrerin Marina Petrowna Chanowa († 1981) verheiratet, die u. a. Ljudmila Gurtschenko unterrichtete. Er starb 79-jährig und wurde auf dem Wagankowoer Friedhof, Sektion 21, beigesetzt.

## Ehrungen
Chanow war Träger folgender Titel und Auszeichnungen:
- Stalinpreis I. Klasse (1941 für den Film Minin i Poscharski und 1947 für das Theaterstück Молодая гвардия [Molodaja gwardija])
- Verdienter Künstler der Usbekischen SSR (18. September 1943)
- Verdienter Künstler der RSFSR (1947)
- Stalinpreis II. Klasse (1949 für das Theaterstück Закон чести [Sakon tschesti])
- Volkskünstler der RSFSR (1954)
- Volkskünstler der UdSSR (25. Januar 1973)
- Jubiläumsmedaille „Zum Gedenken an den 100. Geburtstag von Wladimir Iljitsch Lenin“
- Medaille „Für heldenmütige Arbeit im Großen Vaterländischen Krieg 1941–1945“
- Medaille „Zum 800-jährigen Jubiläum Moskaus“

## Theaterarbeit (Auswahl)

### Proletkulttheater
- По ту сторону щели (Po tu storonu schtscheli) – von Alexander Afinogenow
- Гляди в оба! (Gljadi w oba) – von  Alexander Afinogenow
- Малиновое варенье (Malinowoje warenje) – von Alexander Afinogenow

### Theater der Revolution
- Tanja – von Alexei Arbusow
- Irkutsker Geschichte (Irkutskaja istorija) – Alexei Arbusow
- Zerstörung des Squadron (Gibel eskadry) – von Oleksandr Kornijtschuk
- Молодая гвардия (Molodaja gwardija) – nach Alexander Fadejews Roman Die junge Garde
- Закон чести (Sakon tschesti) – von Alexander Stein
- Гостиница „Астория“ (Gostiniza „Astorija“) – von Alexander Stein
- Medea – von Euripides
- König Ödipus – von Sophokles
- Onkelchens Traum (Djadjuschkin son) – nach Fjodor Dostojewskis gleichnamigem Roman
- Весна в Москве (Wesna w Moskwe) – von Viktor Michailowitsch Gussew
- Садовник и тень (Sadownik i ten) – von Leonid Leonow
- Персональное дело (Personalnoje delo) – von Alexander Stein
- Капитан Костров (Kapitan Korsow) – von Alexei Michailowitsch Faiko
- Современные ребята (Sowremennyje rebjata) – von Michail Schatrow

## Filmografie (Auswahl)

### Darsteller
- 1948: Es begann im blauen Expreß (Pojesd idjot na wostok)
- 1950: Der Fall von Berlin (Padenije Berlina)
- 1951: Fern von Moskau (Daleko ot Moskwy)
- 1955: Meine Frau (Urok schisni)
- 1959: Sterne im Mai (Maiskije swjosdy)
- 1965: Kreuzer Aurora (Salp Awrory)
- 1970: Im Spannungsfeld
- 1971: Junge Leute (Molodyje)

### Synchronsprecher
- 1958: Flucht in Ketten (The Defiant Ones) – für Lon Chaney junior
- 1959: Die drei Holzfäller (Tri drowoseka) (Zeichentrickfilm)
- 1960: Fern am Horizont (Otwd chorisonta) – für Stefan Petrow
- 1975: Das bucklige Pferdchen (Konjok-gorbunok) (Zeichentrickfilm)